# Список умерших в 531 году

## Февраль
- 9 февраля — Император Кэйтай, 26-й император Японии (507—531).

## Сентябрь
- 13 сентября — Кавад I, царь царей (шахиншах) Ирана (488—498/499 и 501—531).

## Дата смерти неизвестна или требует уточнения
- Амаларих, король вестготов (511—531).
- Бави, сасанидский аристократ и полководец.
- Клотильда Младшая, королева вестготов, жена короля Амалариха.
- Мелю, правитель Арморики.
- Юлиан Цабар, вождь восставших самаритян и иудеев в 529 году.
- Яхав-Те-Кинич I, правитель майяского царства Канту (484—531) со столицей в Караколе.